# Leland L. Jones
Leland L. Jones es un actor estadounidense.

## Filmografía
- Single Ladies (2011)
- Meet the Browns (2010)
- Acceptance (2010)
- Tyler Perry's House of Payne (2008)
- Daddy's Little Girls (2007)
- Broken Bridges (2006)
- The Gospel (2005)
- The Naked Truth
- The Locket (2002)
- Domestic Disturbance (2001)
- Rustin (2001)
- Losing Grace (2001)
- The Runaway (2000)
- The In Crowd (2000)
- Funny Valentines (1999)
- Selma, Lord, Selma (1999)
- Waterproof (1999)
- Mama Flora's Family (1998)
- Moving Out (1998)
- Nandi (1998)
- Flash (1997)
- A Christmas Memory (1997)
- Kenan & Kel (1997)